# Noah Bernardo

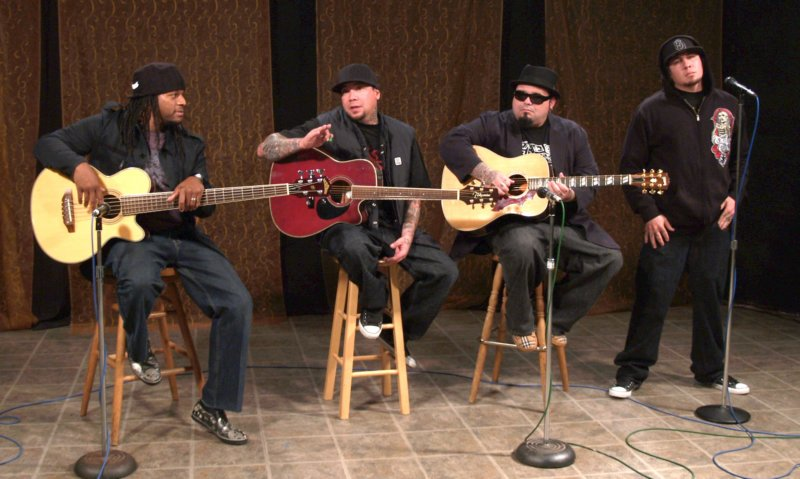
Noah Bernardo (guitare rouge) avec POD en 2008.

Noah "Wuv" Bernardo Jr., né le 24 février 1974, est le batteur et l'un des membres fondateurs du groupe de San Diego, POD. D'après une FAQ, il est d'origine phillipino-américaine, italienne, allemande et chamorro. Il est aussi le cousin au second-degré du chanteur du groupe, Sonny Sandoval et est ami avec la superstar WWE, Rey Mysterio.
Récemment[Quand ?], il a été annoncé que Wuv assurerait les parties batterie du groupe StillWell, un "side-project" de Fieldy, le bassiste du groupe Korn. Wuv a joué de la batterie la majorité de sa carrière. Il a aussi été copropriétaire du Skate Shop Chula Vista, "The Orphinage". Cependant, The Orphinage" ne fonctionne plus. Pendant les sessions acoustiques, il joue la guitare rythmique ou du cajon. Il a aussi un "side-project" intitulé Southtown Generals, avec le rasta Tim Pacheco.

## Équipement
Configuration de la tournée "Murdered Love" : 
- Pearl Master Custom Mocha Tamo
- Grosse caisse : 22"x18"
- Tom suspendus : 08"x07" et 10"x08"
- Tom basse : 16"x16" et 18"x16"
- Pédale grosse caisse : Pearl eliminator demon drive

- Caisse claire : Pearl Reference 14"x6,5"

Cymbales Zildjian :
- 14" New beats
- 20" A Custom Rezo Ride
- 18" K Dark Crash
- 19" K Custom Hybrid Crash
- 18" K Custom Hybrid Crash

## Discographie
Avec POD
- "Snuff the Punk" (1994)
- "Brown" (1996)
- "LIVE at Tomfest" (1997)
- "The Warriors EP" (1998)
- "The Fundamental Elements of Southtown" (1999)
- "Satellite" (2001)
- "Payable on Death" (2003)
- "The Warriors EP, Volume 2" 2005
- "Testify" (2006)
- "Greatest Hits: The Atlantic Years" (2006)
- "When Angels & Serpents Dance" (2008)
- "Murdered Love" (2012)

Southtown Generals
- Self Titled (2010)

Avec StillWell
- Dirtbag (2011)
- Surrounded by Liars (2011)

Autres appapritions
- "A Song for Chi" (2009)